# Sony Xperia Z3+
Sony Xperia Z3+ (conosciuto come Sony Xperia Z4 in Giappone) è uno smartphone Android prodotto da Sony. Presentato il 20 aprile 2015, si tratta di una versione evoluta dell'Xperia Z3 del 2014 con specifiche aggiornate, un corpo più sottile e Android 5.0 "Lollipop". Il telefono è stato premiato come miglior "European Multimedia Smartphone" dell'anno 2015-2016 da European Imaging and Sound Association.

## Storia
Il dispositivo è stato presentato il 20 aprile 2015 esclusivamente per il rilascio in Giappone come Xperia Z4. Il 26 maggio 2015, Sony ha annunciato una versione internazionale per il dispositivo previsto per il mese di giugno; per il rilascio internazionale, il dispositivo è stato commercializzato come Xperia Z3+. Il 16 giugno, 2015, Sony ha annunciato l'Xperia Z4v (E6508), una variante del Xperia Z3+/Z4 in esclusiva per Verizon Wireless negli Stati Uniti. Tuttavia, Il 5 ottobre 2015, Sony e Verizon hanno annunciato che il dispositivo era stato annullato, citando la forte concorrenza di altre ammiraglie, così come scarsa tempistica di lancio con l'uscita del suo successore, l'Xperia Z5.
L'Xperia Z4 è stato messo in commercio in Giappone il 10 giugno 2015, mentre l'Xperia Z3+ è stato messo in commercio ad Hong Kong il 12 giugno 2015.

## Specifiche
L'Xperia Z3+/Z4 è quasi identico nel design al suo predecessore, con una struttura in metallo e vetro posteriore, a parte piccole differenze, come una costruzione più sottile e leggera. Il processore Qualcomm Snapdragon 801 dello Z3 è stato sostituito da uno Snapdragon 810, con supporto all'LTE Cat 6. L'Xperia Z3+/Z4 possiede un display da 5.2 pollici FHD 1080p con una densità di 424 dpi, con tecnologia Sony "Triluminos", così come una memoria interna da 32 GB e una batteria non rimovibile da 2930 mAh con supporto per la ricarica rapida standard 2.0 di Qualcomm.
L'Xperia Z4 ha diverse caratteristiche che non si trovano nel Xperia Z3+, come ad esempio un'antenna 1seg DTV che permette la ricezione dei canali televisivi che trasmettono utilizzando lo standard ISDB-T, e il sistema di mobile payment Osaifu-Keitai usando i circuiti integrati Sony FeliCa.
L'adesso cancellato Xperia Z4v per Verizon era più spesso e più pesante dell'Xperia Z3+/Z4 a causa dell'inclusione della ricarica wireless Qi/PMA. L'Xperia Z4v avrebbe avuto anche un display touchsceen WQHD 1440p e i loghi Verizon sulla parte anteriore e posteriore del telefono.

## Design
L'Xperia Z3+/Z4 presenta un design "Omni-Balance", modificato dall'Xperia Z3 che ricorda più quello dell'Xperia Z2. L'Xperia Z3+/Z4 dispone di una porta micro USB esposta sul fondo, il primo nella serie Xperia Z e il secondo cellulare Sony dopo Xperia M4 Aqua ad avere questa caratteristica. Anche se la porta micro USB è esposta, non influisce sulla protezione da polvere, e sul punteggio di protezione da getti d'acqua e impermeabilità IP65/68. L'Xperia Z3+/Z4 è disponibile in quattro colori: nero, bianco, rame e verde acqua (Ice Green nel Regno Unito).

## Varianti

### Xperia Z3+
| Modello      | Banda | Note   |
| ------------ | --- | ------ |
| E6533 (Dual) | FDD-LTE (Bands 1, 2, 3, 4, 5, 7, 8, 17, 20), TD-LTE (Band 38, 39, 40, 41); UMTS HSPA+ 850 (Band V), 900 (Band VIII), 1700 (Band IV), 1900 (Band II), 2100 (Band I) MHz; GSM GPRS/EDGE 850, 900, 1800, 1900 MHz | [ 9 ]  |
| E6553        | LTE Bands 1, 2, 3, 4, 5, 7, 8, 12, 17, 20, 28, 40; UMTS HSPA+ 850 (Band V), 900 (Band VIII), 1900 (Band II), 2100 (Band I) MHz; GSM GPRS/EDGE 850, 900, 1800, 1900 MHz                                         | [ 10 ] |

### Xperia Z4
| Modello | Banda | Note   |
| ------- | --- | ------ |
| 402SO   | LTE Bands 1, 3, 8, TD-LTE Band 41 (SoftBank Mobile); UMTS HSPA+ 2100 (Band I), 900 (Band VIII) MHz; GSM/GPRS/EDGE 850, 900, 1800, 1900 MHz | [ 11 ] |
| SO-03G  | LTE Bands 1, 3, 19, 21, 28 (NTT DoCoMo); UMTS HSPA+ Bands 1, 5, 6, 19; GSM/GPRS/EDGE 850, 900, 1800, 1900 MHz                              | [ 12 ] |
| SOV31   | LTE Bands 1, 3, 5, 17, 26, 28, TD-LTE Band 41 (au by KDDI); UMTS HSPA+ Bands 1, 2, 5, 6, 19; GSM/GPRS/EDGE 850, 900, 1800, 1900 MHz        | [ 13 ] |

### Xperia Z4v (cancellato)
| Modello | Banda | Note   |
| ------- | --- | ------ |
| E6508   | LTE Bands 2, 3, 4, 7, 13, 20 (Verizon Wireless); CDMA 1x EVDO 850 (BC0), 1900 (BC1) MHz; UMTS HSPA+ 850 (Band V), 900 (Band VIII), 1900 (Band II), 2100 (Band I) MHz; GSM GPRS/EDGE 850, 900, 1800, 1900 MHz | [ 14 ] |